# Даёшь молодёжь!
«ДаЁшь молодЁжь!» — российское скетч-шоу от телеканала «СТС», производства компании «Yellow, Black and White». Сделано создателями скетча «6 кадров», отличается от него наличием постоянных персонажей. Выходило с 2009 по 2013 год.
В сентябре 2018 года появилась информация о планах холдинга СТС Медиа и студии «Art Pictures Vision» снимать продолжение скетчкома, однако этого не произошло. В ноябре 2023 года на презентации канала СТС было объявлено о грядущем возобновлении производства скетчкома.

## Описание и формат
Скетч-шоу о молодёжи, её различных субкультурах (гопники, растаманы, готы, студенты и т. д), их житейских проблемах. В нём есть как особые сюжетные персонажи, так и просто случаи с молодыми людьми. 
Характерной особенностью данного шоу является то, что почти каждый скетч снимался одним дублем. 
Шутки пишет творческая группа авторов, большинство которых пришло из КВН. Однако идеи может подсказать любой желающий. На официальном сайте есть раздел, где можно отправить руководителям проекта свою шутку или сценарий скетча.

## Выпуски
| Сезоны | Сезоны                            | Общая нумерация             | Количество выпусков | Премьера        |
| ------ | --------------------------------- | --------------------------- | ------------------- | --------------- |
|        | 1                                 | 1—21                        | 21                  | 2009            |
|        | 2                                 | 22—39                       | 18                  | 2009            |
|        | 3                                 | 40—64                       | 25                  | 2010            |
|        | 4                                 | 65—84                       | 20                  | 2010            |
|        | ДаЁшь молодЁжь. Новый Год!        | не входит в общую нумерацию | 1 (48 минут)        | 31 декабря 2010 |
|        | Башка и Ржавый: Прерванная дружба | 101                         | 1                   | 23 февраля 2011 |
|        | Даёшь молодёжь! 8 марта           | 88                          | 1                   | 8 марта 2011    |
|        | 5                                 | 85 — 106                    | 20                  | 2011            |
|        | 6                                 | 107—133                     | 27                  | 2011—2012       |
|        | 7                                 | 134—158                     | 25                  | 2012            |
|        | 8                                 | 159—176                     | 18                  | 2013            |
|        | 9                                 | 177—201                     | 25                  | 2013            |

## Постоянные персонажи и сюжетные линии

### Гопники Башка и Ржавый
Гопники Башка (Михаил Башкатов) и Ржавый (Андрей Бурковский). Появляются в первом выпуске. Настоящие их имена — Мишель (Михаил) Башкатов и Андрей Ржавченко; их зовут почти так же, как актёров, только у Ржавого изменена фамилия, а у Башки — отчество: в одной из серий он представился как Михаил Вальдемарович. Тратят свободное время на употребление пива, семечек, вымогание денег и мобильных телефонов у интеллигентов и похищение магнитол из автомобилей. Проживают в Химках. Комический эффект достигается за счёт несоответствия действий их статусу.
Персонажи имитируют речь гопников, употребляя в своей речи много сленговых слов и выражений (например, «Эй, стопарни по быстроляну!», «Бабосы», «Пивандрий (Пивчанский)», «Лохозавр», «Очкозавр», «В натуре», «Ясен пень», «Ё-моё» и пр.). Иногда, «защемив» интеллигента (обычно это Егор Сальников), гопникам приходится иметь дело с его братом, авторитетом среди гопников в Химках Кабаном, настоящее имя — Константин Кабанов (Константин Фёдоров). Со второго сезона появляется их подружка — гопница по кличке Шакира, настоящее имя — Зинаида Комкова (сезоны 2-7, Евгения Крегжде), которая позже становится девушкой Ржавого. По ходу всего сериала выясняется, что Башка живёт в шикарной квартире с интеллигентной семьёй, где все разговаривают на двух языках — русском и французском, а сам он умеет играть на скрипке, знает много стихов и имён известных поэтов и философов. Выясняется также, что Башка влюблён в Шакиру, но боится ей в этом признаться. Позже встречается с Натахой (Анна Барсукова), имеющей лишний вес. Из-за этого Ржавый часто насмехается над Башкой. Семья Ржавого — это мама Татьяна (она же матушка Ржавого) (Елена Ветрова), напористая и довольно грубая женщина, и отчим (Анатолий Калмыков), который во всём её слушается. Отчим Ржавого работает водителем маршрутки. Мать Ржавого — единственная, кого боится Кабан. Однажды Ржавый очутился в другом теле (как в сериале «Маргоша»). В одной из серий оказалось, что у Ржавого есть брат — Андрей Григорьев-Апполонов, солист группы «Иванушки International». В девятом сезоне гопники поступили в ПТУ.
Сезоны: 1—9

### РастаманыКекс и Укроп
Два полных позитива друга-растамана по прозвищу Кекс (Аслан Бижоев) и Укроп (Михаил Башкатов). Появляются в пятом выпуске.
Растаманы практически каждый день курят каннабис, в результате чего у них в комнате постоянно стоит дым, а сами они, находясь в укуренном состоянии, всё забывают и делают кучу нелогичных выводов. Мир для них предстаёт в розовом цвете. Помимо марихуаны растаманы очень любят пиццу (особенно с грибами) и торты. Всё свободное время Кекс и Укроп проводят за игровыми приставками, при этом звука от прохождения компьютерных игр и света не наблюдается; но иногда даже показывают, что они просто нажимают на кнопки джойстиков, в то время как телевизор выключен. Настроение у Кекса и Укропа всегда позитивное, они дружелюбны и не агрессивны (хотя на всё реагируют со смехом). В каждой серии они одинаково одеты: Кекс носит на голове разноцветный полосатый головной убор с дредами, синие джинсы и жёлтую футболку, а Укроп одет в розовую кофту с капюшоном и шорты. В качестве обуви Кекс носит тапки в виде тигра. На улицу растаманы выходят крайне редко. В двух сериях было показано, что Кекс и Укроп путешествовали на самолёте: сначала в Бишкек, а затем — в Амстердам. Владеют автомобилем. В одной из серий было показано как Кекс с геймпада управлял Mitsubishi Lancer Evolution VI. Часто в кадре появляется Зинаида Петровна, милая бабушка (Вера Пересветова), у которой Кекс и Укроп снимают квартиру и не платят за неё. Придумывают различные отговорки, чтобы либо не платить за квартиру, либо оттянуть срок оплаты. На стене комнаты растаманов висят портреты Антона Павловича Чехова и Боба Марли. Боб Марли является кумиром Кекса. На втором плане в квартире парней есть граммофон и чёрное пианино, на которое Кекс и Укроп поставили кальян, чтобы курить марихуану. Настоящие имена и фамилии Кекса и Укропа — Артур Гамзатов и Владимир Рахманинов. Их любимые игры — тетрис и Super Mario Bros., где Кекс был в роли Марио, Укроп — Принцесса Пич, бабуська — Боузер, а менты — Черепахи Купа. Были серии, имевшие отсылки к другим игровым и мультипликационным сюжетам: Pac-Man, «Южный парк», пластилиновый мультфильм, «Симпсоны» и аниме. В четвёртом сезоне заводят себе домашнее животное — «енота» Степана (Андрей Капустин), который на самом деле является человеком. Впоследствии у растаманов появляются различные версии его происхождения (например, они считают, что их питомец — снежный барс, кот, попугай, пингвин и т. д.). В шестом сезоне «енот» Степан исчезает. В третьем сезоне появляется социальный работник — Ирина Фёдоровна, которую наняла Зинаида Петровна с целью перевоспитать Кекса и Укропа. В шестом сезоне Кекс и Укроп меняют имидж: Укроп носит голубую кофту с персонажем Бендером из «Футурамы» и короткие джинсы, а Кекс одет в шорты и жёлтую футболку с Бобом Марли. В некоторых скетчах показывают, что у парней есть различные музыкальные инструменты: классическая шестиструнная гитара, маракасы и афроамериканские барабаны. Согласно некоторым сюжетам, знают польский и китайский языки.
Сезоны: 1—9

### МетросексуалыДанила и Герман
Герман Шереметьев (Михаил Башкатов) и Данила Фокс (Андрей Бурковский). Появляются в 7-м выпуске. Настоящее имя Германа — Жора Пузякин и родом он из деревни Верхние Пупки. Данила же — Данила Феофанович Бздюхов и родом он из Крыжополя. Им по 25 лет. Молодые люди, стильно и дорого одевающиеся, регулярно посещающие фитнес-клуб и солярий. Очень высокомерны. Употребляют в своей речи английские слова и выражения, а также часто (невпопад) к словам (и русским, и английским) добавляют английский суффикс «-able» (например, «you’re appetitable», «greatable», «superable», «beautifuble/бьютифуббл», «оу, май гадбл!», «крутaбл», «ухахaбл» и т. д.). Часто бывают на показах мод, а также сами работают моделями в модельном агентстве. Юмор построен на их женственности и чрезмерном увлечении западным гламуром и модой.
У них слабая логика, например: «Данила, бараньи рёбрышки — это рёбрышки, это не мясо…». В 3-м сезоне появляется новый метросексуал — Джорджио Баджо (Аслан Бижоев), которого Эвелина (хозяйка модельного агентства) любит больше (настоящие имя Джорджио Баджио — Георгий Бодуев). Герману и Даниле он не понравился с первого же дня знакомства, так как всё внимание и слава теперь достаются только ему. В 4-м сезоне появляется ещё один метросексуал — Антонио (Андрей Капустин), но он появляется в кадре редко. Начиная с 4 сезона Данила сильно потолстел, но благодаря диете худеет. 
В конце 2019 года стали популярны благодаря интернет-мему «Омайгадбл, Данила, ты что КРЕЙЗИ?». Мем был составлен из склейки двух скетчей. Также вышла одноимённая песня, составленная из цитат Данилы и Германа. Команда «Даёшь молодежь» на это отреагировала положительно и запустила одноимённый стрим на YouTube, где показывали все серии с Данилой и Германом, хотя представители Башкатова и Бурковского сообщили, что актёры не будут комментировать вновь возросшую популярность их образов.
Сезоны: 1—9

### Пародийная реклама
Сюжеты, имитирующие рекламные ролики. Участвуют все основные актёры. Выступают с глупыми лозунгами в комнате с белыми стенами. В конце диктор рассказывает о заказчиках рекламы, что несёт дополнительный комический эффект. В частности, «рекламировались»: обезболивающее «Фю-Фю», «Гопнико-русский словарь», «Средство против мытья посуды ‚‚Младший брат‘‘», «Долгосохнущий лак», «Универсальная сушилка для носков», «Средство ‚‚Иди на фиг‘‘», «Тампоны для мужчин ‚‚Папакс‘‘», «Нанонож», а также социальные ролики, «созданные при поддержке...» (типа «...усов Михаила Боярского», «...справочника глаголов русского языка» и т. п.).
Сезоны: 1—9

### Готы Червь и Плесень
Главные герои — готы Червь (Аслан Бижоев) и Плесень (Анжелика Каширина). Знакомятся в 22-м выпуске. Молодые люди (парень и девушка), красящиеся и одевающиеся соответственно той субкультуре, к которой они принадлежат. Юмор построен на пародировании стереотипного представления о готах. Иногда в программе участвуют другие готы — Череп, Люцик (Люцифер). В 6-м сезоне известна фамилия Червя — Сергеев.
Сезоны: 1—2, 6, 7

### Молодые супруги Таня и Валера
Молодые супруги Таня (Евгения Крегжде) и Валера (Андрей Бурковский). Появляются в 26-м выпуске. Также в сюжетах участвуют их сын Ваня и мать Валеры — Галина Семёновна (Татьяна Орлова). Из-за молодости и отсутствия опыта часто ссорятся из-за ребёнка. Валера любит называть Таню Булочкой. Таня же, в свою очередь, часто говорит Валере: «Ну Валера-а-а, ты больной, что ли? Дурака кусок!». В 60 серии Ванечка сказал своё первое слово «Валера». Позже стало понятно, что первыми его словами была фраза «Валера больной», поскольку Таня неоднократно заявляла это своему мужу при ребёнке. Также выясняется, что Таня ждёт второго ребёнка, и Валера счастлив: они получат 300 тысяч. Ждут тройню.
Сезоны: 2—7

### Милиционеры Вьюшкин и Омаров
Милиционеры Вьюшкин (Андрей Бурковский) и Омаров (Аслан Бижоев). Появляются в 26-м выпуске. Выпускники школы милиции. Всегда попадают в комичные ситуации и пытаются выслужиться перед своим начальником, майором Дубининым (Владимир Фоков). Помешаны на западных боевиках и во всём стараются подражать американским полицейским. В их кабинете висят фото Робокопа и Феликса Дзержинского. Познакомились в ночном клубе, когда Омаров украл у девушки сумку, а Вьюшкин его остановил, после чего решили связать свою жизнь с правоохранительными органами. Являются коррупционерами, так как один раз забрали самого Александра Пушного. Имеют служебную собаку Каштана. В одной из серий выясняется, что Вьюшкин — сын полковника. В 4-м сезоне Вьюшкина переводят в другое отделение милиции (но в 76 выпуске майор Дубинин сказал, что его уволили). Омаров несколько дней оплакивает уход Вьюшкина, однако на замену Вьюшкину приходит новый сержант Огурцов (Андрей Капустин), с которым Омарову удаётся найти общий язык.
Сезоны: 2—5

### Девушки-динамо Марина и Диана
Девушки Марина Касаткина (Евгения Крегжде) и Диана (Мария Зыкова). Появляются в 32-м выпуске. Пытаются познакомиться с молодыми людьми (или просто использовать их). Диана — псевдомосквичка (провинциалка, закрепившаяся в Москве), во всём старается помогать приезжей из Воронежа Марине. Однако Марина постоянно портит дело своим простоватым характером и скверными привычками (к примеру, она, услышав комплимент, злится, как будто её дразнят). При попытке мужчин поговорить с ней часто падает в обморок. Диана некоторое время встречалась с метросексуалом Германом, но потом Марина сильно обидела Германа и он бросил Диану. Также она фанатка Виктории Бекхэм, поэтому всегда обращает внимание на одежду, как у звёзды. В конце 2-го сезона выяснилось, что Марина в совершенстве владеет французским языком. Также она умеет делать то, что умеют не все мужчины, например, чинить машины, получать высший балл в игровых автоматах и т. д. Однажды разоблачила маньяка по телефону.
Не появляются с 4 сезона из-за беременности исполнительницы одной из главных ролей Марии Зыковой.
Сезоны: 2—3

### Борцы Тамик и Радик
Два борца, один — Таймураз (Тамик), — чемпион Московской области (Аслан Бижоев), другой — Радик, — чемпион Москвы (Михаил Башкатов) (наряду с этими титулами они часто упоминают о неоднократно выигранных ими чемпионатах России, Европы и мира). Появляются в 42-м выпуске. Разговаривают с кавказским акцентом. Тамик родом из Нальчика, а Радик — из Махачкалы. Встречаясь на тренировке, они рассказывают разные истории, при этом обыгрывается стереотипное представление о спортсменах, чей кругозор ограничен только спортивной жизнью. Гротескный эффект производит самоуверенность борцов, когда они пытаются решить любой вопрос по буквальной аналогии со спортом. В итоге, несмотря на свою кавказскую энергичность, они часто оказываются в смешных ситуациях.
В частности, они несколько раз рассказывают, как кого-то побили, не догадываясь, что били друг друга. Лишь один раз выяснилось, что Радик травмировал руку по чистой случайности, в то время как Тамик, рассказывая, что он сломал кому-то руку, обнаруживает, что сломал руку самому Сергею Лазареву. Потом они постоянно избивали своего тренера, хотя и не подозревали об этом. Считают тренера авторитетом, постоянно цитируют его высказывания, представляющие собой исковерканные пословицы, например, «Слово — не воробей, воробей — птица!», «Век живи — век борись» или «Скажи мне, кто твой друг, и скажу тебе, кто твой друг, ты ведь мне только что сказал, кто твой друг!». Тренер, «пятисоткратный олимпийский чемпион» (Халил Мусаев), всё знает и, в свою очередь, издевается над недалёкими борцами; например, он даёт им такие задания: 502 раза отжаться на пальце, рассмешить тренера, вскопать участок соседа на даче или же назвать чемпионов-супертяжеловесов лохами. С 4 сезона борцы, в основном, делают глупости поодиночке. С этого же сезона появляются девушка Тамика Диана (Анжелика Каширина) и её отец Казбек (Заурбек Байцаев), который не хочет отношений между своей дочерью и Тамиком. Начиная с 6 сезона, периодически появляется мошенник Тимур (Теймураз Тания), выдающий себя за тренера олимпийской сборной по борьбе. Он ловко обманывает борцов, используя их наивность.
Сезоны: 3—9

### Группа «Булки»
Луиза (Анжелика Каширина), Каролина (Евгения Крегжде) и Памелла (Мария Зыкова) — три девушки из группы «Булки». Появляются в 46-м выпуске. Одеты в золотые костюмы. Продюсер группы — Рубен Партевян (Аслан Бижоев). Эти персонажи являются пародией на многочисленные женские поп-группы и их продюсеров, в первую очередь — на группу «ВИА Гра», и их продюсера Константина Меладзе.
Сезоны: 3

### Подруги Катька, Кэтрин (позднее Валик) и Екатерина
Две девушки — Кэтрин (Мария Зыкова) и Екатерина (Евгения Крегжде), утешающие свою подругу плаксивую Катьку Берёзкину (Анжелика Каширина), которую всё время бросают парни. Правда, однажды она сама бросила парня по телефону из-за страха, так как больше месяца не встречалась ни с одним парнем. Появляются в 58-м выпуске. В 74 серии Катька поссорилась с Кэтрин, и на замену её лучшей подругой стал манерный гей Валик Питейников (Михаил Башкатов). Вскоре выясняется, что Екатерина работает стоматологом.
В 1-м, 6-м и 9-м сезоне Валик появляется без подруг.
Сезоны: 3—5

### Вампирская Сага
Это пародия на фильм «Сумерки». Молодой человек Эдгар Вяземский (Михаил Башкатов) и девушка Ольга Семёнова (Анжелика Каширина). Девушка из обычной семьи, а юноша — вампир. Учатся в институте. Ольга считает, что у Эдгара какая-то тайна, но даже в очевидных ситуациях не понимает, какая, хотя Эдгар часто пьёт кровь у человека или животного прямо у неё на виду. Однажды он признался ей, что он — вампир, но Ольга ему не поверила. Периодически в кадре появляется учитель Эдгара, который всегда погибает, нарушая свои же наставления — в основном, во флешбэках (воспоминаниях) Эдгара. В 80 серии Ольга понимает, что Эдгар — вампир, после чего пытается пользоваться сверхспособностями Эдгара, расспрашивает его о виденных им исторических личностях, а также некоторое время убеждает Эдгара сделать её вампиром при помощи укуса.
В некоторых скетчах появляются другие персонажи: оборотень Руслан (Аслан Бижоев), брат Эдгара — вампир Дэнис (Андрей Бурковский), бывшая девушка Эдгара — вампирша Ева (Юлия Паршута), подруга Оли и внучка Эдгара — ведьма Вика (Евгения Крегжде) и клан Вольтури. В новогодних сериях Оля становится вампиром, но в обычных скетчах по-прежнему человек.
Сезоны: 4—7

### Хореограф Алекс Моралес
Скетчи на тему уроков хореографии под руководством «гениального танцора» Алекса Моралеса (Михаил Башкатов). Алекс — ярко выраженный нарцисс; все танцы, постановщик которых Алекс, состоят в основном из сексуальных движений, также он приветствует учеников по-испански: «Буэнос диас, бездарности!». Все в студии называют его движения идеальными. В некоторых сериях у Алекса появляется конкурент по имени Давид Орбелиани (Аслан Бижоев).
Сезоны: 6—7, 9

### Молодёжное движение «Юная Россия»
Молодёжное движение «Юная Россия» пытается поднять свой рейтинг среди населения различными акциями и способами. Однако это не всегда удаётся — так, например, движение подверглось критике в газетах за акцию в поддержку депутатов, едущих по встречной полосе (акция называлась «По встречке — навстречу будущему России»). Ещё одна акция, против продажи курительных смесей, по сути обернулась рекламой киосков, где продаются эти смеси.
Руководитель движения — Пётр Косолапов (Андрей Бурковский). Когда ему что-то не нравится, он повторяет: «Ну не-е-ет, ну не-е-ет, ну это не то…», а если нравится — закрывает глаза и шепотом произносит: «Роскошно!». В случае, когда Петра идея не просто не удовлетворяет, а откровенно бесит, он стучит прибором для печатей по столу. (Все его привычки пародировала сотрудница Анна (Анжелика Каширина) в момент отсутствия Петра (эпизоды 123, 129, 166). Единственный, кто может так довести начальника — это Трыкин (Михаил Башкатов). К слову, единственный, кто действительно болеет за насущные проблемы российского общества и хочет что-то делать, но не может в силу скованности своего характера и сильного влияния начальства. Другие участники: Ветродуев, активный участник партии (Егор Сальников), Иванова, участница партии с забинтованным пальцем (Ксения Теплова) и вечно спящий участник партии Тимур (Аслан Бижоев).
В 168 серии 8 сезона движение было расформировано.
Эмблема и название являются пародией на действующую политическую партию «Единая Россия», которая в качестве эмблемы также использует изображение медведя. Но имеют ошибки — «Россия» написана с одной с, а флаг перевёрнут.
Сезоны: 6, 8

### Офис информационного центра
Телевидение снимает будни московского телефонного информационного центра. В центре сюжета неадекватный начальник офиса Виктор Георгиевич (Михаил Башкатов) и его подчинённый Рома (Филипп Бледный). Остальные работники коллектива — женщины, поэтому Виктор Георгиевич ревнует к Роме и старается быть альфа-самцом. Вплоть до того, что мочится на его стол. Начальник любит шутить, размышлять нелогично и просто дурачиться, а замечая камеру, он спрашивает: «Снимаем, да?». Рома терпит его поведение. Виктор Георгиевич — бисексуал и был под судом за сексуальные домогательства. Любит давать всякие поучения, рассказывать притчи, но, как правило, неуместно. В 200-й серии 9-го сезона Виктор Георгиевич был переведён в другой офис и избит своими подчинёнными. Является пародией на популярный телесериал «Офис». 
Сезоны: 6—9

### Группа «МегаRиспект»
Начинающие исполнители из города Коломна — Макс (Михаил Башкатов), Геныч (Егор Сальников) и Любаня Лав (6 сезон) (Анжелика Каширина) записывают клипы прямо дома, но их запись прерывает либо дед Макса (Валерий Анисимов), либо мама Макса, либо «лажи» Геныча. Обычно их песни в стиле рэп. Лидер — Макс. Фишкой также является и то, что Макс сильно картавит.
Сезоны: 6—9

### Девушка Кристина и парень Тимур
Тимур (Аслан Бижоев) придумывает различные способы оградить свою девушку Кристину (Юлия Паршута) от других парней. Для этого он заставляет её одеваться в мужскую одежду; проверяет, переодеваясь в других мужчин; уходя, оставляет кого-либо присмотреть за ней и т. д.
Сезоны: 5, 6, 7

### Экстремалы Флай, Джуниор, Гонзо
Экстремальная группа «Без Тормозов» в составе Флая (Аслан Бижоев), Джуниора (Константин Фёдоров) и Гонзо (Михаил Башкатов) постоянно исполняет трюки на грани идиотизма, чтобы снять их на камеру и выложить видео на YouTube. В основном снимает Флай, Гонзо является «жертвой», а Джуниор исполняет трюк. Джуниор не слишком умён, и это иногда мешает им записать всё на камеру. Имя «Гонзо» — вероятно, отсылка к американскому автору Хантеру С. Томпсону и его одноимённому подвиду журналистики, отличающемуся, в его авторстве, крайней экстремальностью.
Сезоны: 7

### Маршрутчик Рафик
Маршрутчик Рафик Гаджиев (Аслан Бижоев) флиртует с пассажирами, поёт забавные песни, смешно себя ведёт. В некоторых сериях появляется напарник и друг Рафика Тофик (Игорь Гаспарян).
Сезоны: 7—8

### НаукоградОсколково
Учёные Роберт (Аслан Бижоев) и Анна (Надежда Иванова) проводят на себе опыты, они всегда с побочными эффектами, например: лягушачий язык, потеря контроля над телом. Обычно препараты принимает Роберт, но иногда это делает Анна.
Слоган: «В нано-будущее нано-шагами!»
Сезоны: 7—9

### Эпизодические сюжетные линии
- Девушка-фетишистка: разговаривает с вещами и едой как с живыми людьми.
- Студент Рубен Портевян: пытается сдать экзамен или зачёт, используя различные хитрости и уловки. Иногда ему это удаётся.
- Телевизионный опрос: телеведущая задаёт персонажам скетчкома вопросы на жизненные темы.
- Комендантша общежития: старается не пропустить тех, кто не из общежития; иногда с ней приключаются и другие истории.
- Военкомат: вербовка в ряды армии и уклонение от призыва
- Офисные работники
- Тренажёрный зал и зал аэробики
- Урок физкультуры в институте
- Свадьба, молодожёны
- Продавец косметики
- Композитор Латунский: пишет песни для рекламы на фортепиано. Появляется только в двух выпусках. Латунский писал музыку для лекарства «Антинос», БАДа от усталости «Дигидмедрокарбохлороагробазол» и детских подгузников Gid Magic Joy. Каждую свою композицию считает шедевром.
- Продавец чебуреков на пляже (Аслан Бижоев)
- Тусовщица: девушка беременна, но её не покидает тяга к дискотекам.
- Доставщик пиццы: встречается в некоторых скетчах, а также присутствует на одной из заставок.
- Голодные студенты: пытаются тайно съесть приготовленные соседками по общежитию пельмени, но это им никогда не удаётся.
- Риэлтор
- Неуверенная в себе девушка (Ксения Теплова): знакомится с парнями по интернету, но сильно нервничает при личных встречах, чем отпугивает молодых людей.
- Женский хит-парад: харизматичная ведущая (Анжелика Каширина и Маруся Зыкова) часто обсуждают самые глупые поступки парней.

## Актёры

### Главные роли[5]
- Михаил Башкатов — гопник Башка; растаман Укроп; метросексуал Герман Шереметьев; борец Радик из Москвы; вампир Эдгар Вяземский; гей Валик Питейников; хореограф Алекс Моралес; неадекватный начальник офиса Виктор Георгиевич; начинающий музыкант Макс; экстремал Гонзо; лучший друг Валеры; Тимофей Кот; вечно заикающийся Трыкин из «Юной России».
- Андрей Бурковский — тренер в тренажёрном зале; врач-стоматолог; гопник Ржавый; метросексуал Данила Фокс; отец Валера; Роман Максименко; полицейский Вьюшкин; вампир Дэнис; председатель «Юной России» Пётр Косолапов.
- Аслан Бижоев — растаман Кекс; гот Червь; полицейский Омаров; борец Тамик из Московской области; продюсер группы «Булки» Рубен Партевян; метросексуал Джорджио Баджо; оборотень Руслан; ревнивый парень Тимур; Аслахан Кичибеков; экстремал Флай; лучший друг Валеры; вечно спящий участник партии «Юная Россия» Тимур; временный гопник Гвоздь; маршрутчик Рафик; учёный Роберт; конкурент Алекса Моралеса Давид Орбелиани; продавец чебуреков на пляже.
- Евгения Крегжде (до 7 сезона) — девушка-фетишистка; мать Таня; гопница Шакира; девушка Марина из Воронежа; солистка группы «Булки» Каролина; подруга Екатерина; бабуська в молодости; ведьма Вика; хозяйка модельного агентства Эвелина.
- Егор Сальников — ботаник Барышкин; брат Кабана; жертва гопников («Очкозавр», «Лохозавр»); продавец косметики; курьер, доставляющий пиццу; композитор Латунский; Андрей Скрипка; начинающий музыкант Геныч; Ветродуев, участник партии «Юная Россия».
- Маруся Зыкова — домохозяйка; блондинка; дочь милиционера; девушка Диана; солистка группы «Булки» Памелла; подруга Кэтрин; сотрудница офиса информационного центра Лиза.
- Анжелика Каширина — «тёлыча» Кабана; готесса Плесень; солистка группы «Булки» Луиза; подруга плаксивая Катька; девушка Эдгара Оля; девушка, ходящая в тренажерный зал; девушка, проводящая телевизионный опрос; девушка Тамика Диана; девушка из рекламы знакомств по телевизору; начинающая певица Любаня Лав; Аня из «Юной России»; Инга, девушка из группы поддержки Алекса Моралеса; сотрудница офиса информационного центра Сапегина.
- Юлия Паршута — блондинка; девушка Германа в Верхних Пупках; вампирша Ева; Кристина.
- Анна Хилькевич — продавщица одежды, официантка.
- Андрей Капустин — фотограф-метросексуал Антонио; Вадим Цлав; милиционер Огурцов; врач; «енот» Степан.
- Филипп Бледный — сотрудник офиса информационного центра Рома; Лучиано из клана Вольтури, риэлтор.
- Надежда Иванова — сотрудница Осколково Анна, Шмелёва, руководитель движения партии «Красивая Россия» («Красивороссы»); сотрудница офиса информационного центра Нина.
- Ксения Теплова — неуверенная в себе девушка Ира; сотрудница офиса информационного центра Зоя; Иванова, участница партии «Юная Россия», Ильза из клана Вольтури

Также все вышеперечисленные актёры играли роли студентов (где они играют самих себя).

### Эпизодические роли
- Халил Мусаев — тренер борцов Тамика и Радика
- Марина Гайзидорская — преподаватель
- Дмитрий Брекоткин — промоутер
- Сергей Гореликов — Толян Юрченко, старый друг Германа
- Владимир Кузнецов — профессор, преподаватель Владимир Алексеевич
- Владимир Фоков — отец; майор полиции Дубинин, начальник Вьюшкина и Омарова, затем Огурцова и Омарова; инспектор ДПС; военком; преподаватель, участковый района в котором проживают Башка и Ржавый.
- Константин Глушков — физрук; военком; инструктор по вождению; инспектор ДПС
- Анна Барсукова — Натаха, подруга Башки и Ржавого
- Геннадий Соловьёв — майор полиции
- Валерий Новиков — отец
- Иван Добрынин — младший брат
- Галина Фёдорова — гостья из Воронежа
- Иван Ивашкин — студент; жертва гопников
- Елена Ветрова — Татьяна, мать Ржавого
- Константин Фёдоров — гопник Кабан (Константин Кабанов), экстремал Джуниор, Анатолий Мазаев; охранник в ночном клубе, Олаф из клана Вольтури
- Максим Глотов — отец; хирург; врач-стоматолог
- Татьяна Орлова — мать Валеры Галина Семёновна
- Евгений Воскресенский — Валентин Владимирович, преподаватель истории и математических анализов
- Евгения Бордзиловская — учитель иностранных языков; мать Башки; социальный работник Ирина Фёдоровна (Сгущёнка)
- Марина Федункив — Валенти
- Александр Пушной — задержанный, раздет и прикован наручниками к оконной решётке Вьюшкиным и Омаровым — камео[6] (64 серия)
- Жасмин — камео
- Сергей Зверев — камео
- Мария Берсенева — Маргоша — Ржавый в женском теле, Маргоша пришла к Укропу во время галлюцинаций[7]
- Анатолий Кот — Зимовский
- Серёга — камео
- Катя Лель — камео
- Ирина Салтыкова — камео
- Татьяна Овсиенко — камео
- Ирина Чипиженко — вахтёрша Клавдия Семёновна
- Вера Пересветова — Зинаида Петровна, бабуська Кекса и Укропа
- Андрей Хлывнюк — вокалист группы «Бумбокс» — камео
- Андрей Григорьев-Апполонов — солист группы «Иванушки International» — камео, брат Ржавого
- Ирина Баран — камео
- Леонид Тележинский — Гопник Кислый
- Заурбек Байцаев  — Казбек, отец Дианы, тесть Тамика.
- Валерий Анисимов — Вячеслав Александрович, дед Макса
- Тимур Тания — тренер олимпийской сборной, мошенник

## Создатели
| Авторы - Комиссарук Вадим - Олег Мастич - Куценко Василий - Керимбаев Жаннат - Баранова Татьяна - Донских Евгений - Юсеф Халед - Папакуль Кирилл - Коломиец Виталий - Бадзиев Таймураз - Гугкаев Аслан - Сокуров Аслан - Тудвасев Игорь - Ян Димитрий | - Данилов Павел - Виталий Шляппо - Алексей Троцюк - Акимов Алексей - Крысанова Мария - Воронин Павел - Абелян Дмитрий - Гончарова Татьяна - Зуб Вячеслав - Молчанов Анатолий - Торкунов Вячеслав - Меховская Яна - Дорогавцева Анастасия - Агеев Андрей - Шабанов Георгий - Ярослав Лукашевич | Режиссёры-постановщики - Ольга Ланд - Дмитрий Чирков - Кирилл Папакуль - Антон Федотов - Ашот Кещян Шеф-редактор - Вадим Комиссарук Музыка - Олег Ярушин - Алексей Масалитинов Финансовый директор - Денис Жалинский Директор - Георгий Киртбая | Исполнительные продюсеры - Михаил Ткаченко - Евгений Юранов Креативный продюсер - Василий Куценко Продюсеры - Виталий Шляппо - Алексей Троцюк - Сангаджи Тарбаев - Эдуард Илоян Генеральный продюсер - Вячеслав Муругов |

## Факты
- Персонажи «ДаЁшь молодЁжь!» встречаются и в других сериалах. Например, квартирантов Кекса и Укропа сажают в тюрьму в сериале «Однажды в милиции», а гопник Башка попадает за решётку в сериале «Игрушки», гот Червь появился в сериале «Одна за всех» и пытался снять комнату в квартире у Серафимы Аркадьевны Яблонжевской, но та его обманула, и Червь сбежал, оставив Серафиме Аркадьевне 15 020 рублей. Гопники Ржавый и Башка появились в одном выпуске шоу «Comedy Woman». Также Кекс и Укроп мешали Властелину Кольцову вести шоу «Люди Хэ».
- В некоторых выпусках растаманы Кекс, Укроп и Бабушка становятся героями мультфильмов или видеоигр, нарисованных в различных стилях («Южный Парк», Super Mario Bros. (в скетче она называлась «Keksario»), Pac-Man, «Симпсоны», Tetris)[8][9], борцы Тамик и Радик приняли образ Смешариков, гопники Башка и Ржавый попали в компьютерную игру Mortal Kombat[10].
- Сериал «ДаЁшь молодЁжь!» транслировался на Новом канале под названием «Нумо, браття!» (рус. «Ну-ка, братцы!»).
- В 2009 году на Летнем кубке КВН в приветствии команды «Максимум» Михаил Башкатов и Андрей Бурковский появились в образе Германа и Данилы[11][12].

## Критика
По мнению депутата Государственной Думы Федерального Собрания Российской Федерации VI созыва от фракции «Справедливая Россия» Олега Нилова, данный скетчком формирует плохие примеры для молодёжи:

«Я имею в виду передачи, которые пропагандируют употребление наркотиков, подобные «Даёшь молодёжь!» <…>, героями которых являются ребята наркоманского вида [намёк на растаманов Кекса и Укропа]. Кроме подражания этим парням никакого иного посыла подобные передачи не несут».— 